# اسب سفید بالدار
اسب سفید بالدار یک فیلم کوتاه داستانی، ساخته مهیار ماندگار است.

## داستان فیلم
طاها در جست‌وجوی عشق دوران کودکی به زادگاه جنگ زده‌اش بازمی‌گردد؛ جایی که دخترک، بیست سال پیش از او خواسته بود که اسب سفید بالدار بشود.

## جوایز و نامزدی‌ها
- تقدیر ویژه هیئت داوران در هفتادمین جشنواره بین‌المللی فیلم برلین[۲]
- خلاقانه‌ترین فیلم جشنواره ریل‌تو ریل کانادا - بخش داوران جوان ارشد[۱]
- برنده جایزه بهترین فیلم و بهترین کارگردانی در سی و هفتمین جشنواره بین‌المللی فیلم کوتاه تهران[۳]